# مایانگا ماکو
مایانگا ماکو (انگلیسی: Mayanga Maku؛ زادهٔ ۳۱ اکتبر ۱۹۴۸) بازیکن فوتبال اهل جمهوری دموکراتیک کنگو بود.
از باشگاه‌هایی که در آن بازی کرده‌است می‌توان به باشگاه فوتبال ویتا اشاره کرد.
وی همچنین در تیم ملی فوتبال زئیر بازی کرده‌است.